# 山口高実
山口 高実（やまぐち たかざね、生年未詳 - 永徳3年（1383年））は、室町時代の武蔵国の国人。山口高清の父。山口城城主。三河守。
慶安元年（1368年）、武蔵平一揆で息子山口高清が自刃すると、永徳3年（1383年）、南朝の協力の下再び関東公方足利氏満・上杉憲顕と戦うが敗れ、討死した。
所沢市山口の瑞岩寺には山口氏の墓塔が3基残るが（所沢市指定文化財）、そのうち1基には「帰実禅門永徳三癸亥六月十三日」の陰刻があり、同寺に伝わる山口高実の位牌の紀年銘と一致していることが注目される。